# عزيزة بولبيار
عزيزة بولبيار هي ممثلة تونسية.

## عن حياتها
عزيزة بولبيار هي واحدة من أهم النجمات التونسيات بدأت مسيرتها التمثيلية منذ الستينيات بالمسرح والإذاعة وواصلت في السبعينات والثمانينات أيضا مسرحيات مثل مسرحية «دام الفرح» مع فرقة مدينة تونس وبجانب منى نور الدين والفنانة ريم الزريبي وإخراج عبد العزيز المحرزي. حققت نجاحات ساحقة في التلفزيون من خلال عدة أدوار في (فج الرمل، الخطاب على الباب، عنبر الليل، منامة عروسية، قمرة سيدي المحروس، حسابات وعقابات، عودة المنيار، ليالي البيض، شوفلي حل، بين الثنايا، عاشق السراب، مكتوب 3 و4، الزوجة الخامسة...) وفي سنة 2005 عملت في النسخة 2 من المسرحية الشهيرة «الماريشال»، وفي سنة 2013 قامت بدور في مسرحية «فركة صابون» مع معز التومي ولاقت هذه المسرحية نجاحا جماهيريا كبيرا.

## فيلموغرافيا

### السينما
- 1990: عصفور السطح للمخرج فريد بوغدير.
- 1997: العيش في الجنة للمخرج بورلم غرجو.
- 1997: الرديف 54 للمخرج علي العبيدي.
- 2001: الجنة ليست ما كانت عليه للمخرج فرانسيسك بتريو.

### التلفزيون

#### مسلسلات
- 1991: الناس حكاية للمخرج حمادي عرافة.
- 1996 - 1997: الخطاب على الباب للمخرج صلاح الدين الصيد: بدور ناجية.
- 1999: أنبار الليل للمخرج الحبيب المسلماني.
- 2000: منامة عروسية للمخرج صلاح الدين الصيد.
- 2001: ضفاير للمخرج الحبيب المسلماني.
- 2002: قمرة سيدي المحروس للمخرج صلاح الدين الصيد: بدور عزيزة.
- 2004: حسابات وعقابات للمخرج الحبيب المسلماني.
- 2007: الليالي البيض للمخرج الحبيب المسلماني.
- 2007: شوفلي حل (ضيفة الحلقة 14 من الموسم 3) للمخرج صلاح الدين الصيد: خالتي ديامونتة
- 2008: بين الثنايا للمخرج الحبيب المسلماني.
- 2010: دنيا للمخرج نعيم بن رحومة.
- 2012 - 2014: مكتوب (الموسم 3 و4) للمخرج سامي الفهري: بدور والدة شاكرة.
- 2013: الزوجة الخامسة للمخرج الحبيب المسلماني.
- 2016: Embouteillage للمخرج وليد الطايع.
- 2016: مدرسة الرسول للمخرج أنور العياشي.
- 2024: باب الرزق لهيفل بن يوسف : أم مكرم.

#### أفلام تلفزيونية
- 1993: ليلى ولدت في فرنسا للمخرج ميغال كورتوا.
- 2007: قوي للمخرج الحبيب المسلماني.

#### برامج
- 2010: كوجينتنا على قناة الوطنية 1: مقدمة البرنامج.
- 2015: نص دينك على قناة فيرست تي في: عضوة لجنة التحكيم.
- 2015: الطيارة (الحلقة 19) على قناة التاسعة مع معز التومي.

### فيديوهات
- 2014: ظهرت في الأغنية المصورة سمعت عليك، المقتسبة عن أغنية شخص مثلك للمغنية أديل، والتي أدتها منال عمارة، بينما أخرج الأغنية زياد ليتيم.
- 2015: شاركت في ومضة إشهارية لشركة معجون الطماطم التونسية للا.

## المسرح
- 2004: آه، آه يا محبوبة، للمخرج عبد العزيز المحرزي.
- 2005: الماريشال (النسخة الثانية بعد الأولى في 1967 التي أخرجها علي بن عياد)، إخراج عبد العزيز المحرزي.
- 2006: بابا حتر، تأليف عماد بن عمارة وإخراج عزيزة بولبيار.
- 2007: تح بح، تأليف عماد بن عمارة وإخراج عبد المجيد لكحل.
- 2009: حيرة وتشيطين، تأليف وإخراج زهير الرايس.
- 2012: فركة صابون، تأليف وإخراج معز التومي.
- دام الفرح، تأليف وإخراج عبد العزيز المحرزي.

## روابط خارجية
- عزيزة بولبيار على موقع IMDb (الإنجليزية)
- عزيزة بولبيار على موقع قاعدة بيانات الأفلام العربية
- عزيزة بولبيار على موقع قاعدة بيانات الأفلام السويدية (السويدية)
- عزيزة بولبيار على موقع كينوبويسك (الروسية)